# 梅利納·達盧茲揚
梅利納·達盧茲揚（1988年4月20日—）是一名亞美尼亞舉重運動員，曾代表國家參加2012年倫敦奧運的69公斤級舉重比賽，並未獲得獎牌。